# John Hawkes
John Hawkes (født John Marvin Perkins, 11. september 1959) er en amerikansk skuespiller, kendt for sin skildring af sælgeren Sol Star på HBO-serien Deadwood, Dustin Powers i Eastbound & Down, meth-narkomanen Teardrop Dolly i Winter's Bone, for som han blev nomineret til en Oscar for bedste mandlige birolle, og sin Golden Globe og Screen Actors Guild Award-nominerede portræt af Mark O'Brien i The Sessions.

## Filmografi
- The Peanut Butter Falcon (2019)